# TRNK (adenin58-N1)-metiltransferaza
tRNK (adenin58-1)-metiltransferaza (EC 2.1.1.220, tRNK m1A58 metiltransferaza, tRNK (m1A58) metiltransferaza, TrmI, tRNK (m1A58) MTaza, Rv2118cp, Gcd10p-Gcd14p, Trm61p-Trm6p) je enzim sa sistematskim imenom S-adenozil--metionin:tRNK (adenin58-1)-metiltransferaza. Ovaj enzim katalizuje sledeću hemijsku reakciju
-adenozil--metionin + adenin58 u tRNK {\displaystyle \rightleftharpoons } -adenozil-L-homocistein + N1-metiladenin58 u tRNK
Ovaj enzim specifično metiluje adenin58 u tRNK. Metilacija A58 je kritična za održavanje stabilnosti inicijatora tRNKMet kod kvasca.

## Literatura
- Nicholas C. Price; Lewis Stevens (1999). Fundamentals of Enzymology: The Cell and Molecular Biology of Catalytic Proteins (Third изд.). USA: Oxford University Press. ISBN 019850229X.
- Eric J. Toone (2006). Advances in Enzymology and Related Areas of Molecular Biology, Protein Evolution (Volume 75 изд.). Wiley-Interscience. ISBN 0471205036.
- Branden C; Tooze J. Introduction to Protein Structure. New York, NY: Garland Publishing. ISBN 0-8153-2305-0.
- Irwin H. Segel. Enzyme Kinetics: Behavior and Analysis of Rapid Equilibrium and Steady-State Enzyme Systems (Book 44 изд.). Wiley Classics Library. ISBN 0471303097.

## Spoljašnje veze
- TRNA+(adenine58-N1)-methyltransferase на 